# Nailsworth
Nailsworth ist eine Stadt in der Grafschaft Gloucestershire in England.

## Geschichte
Nailsworth wurde als Siedlung zwischen dem Aveningtal und dem Woodchestertal gegründet. 1867 wurde der Ort an das nationale Bahnnetz angebunden und ein Bahnhof gebaut.
Heute ist Nailsworth eine Textilstadt und ein Bierbrauerzentrum. 
Nailsworth ist die Partnerstadt der französischen Gemeinde von Lèves.

## Geographie
Nailsworth liegt in einem Tal in der Region Cotswolds, etwa 6,5 Kilometer südlich von Stroud. Durch Nailsworth führt die Fernstraße A 46, die Autobahn M 5 ist etwa 13 Kilometer entfernt. Durch den Ort fließt der River Frome, in dem Forellenfischerei betrieben wird.
Südöstlich von Nailsworth liegt die Fundstätte der Kammern von Avening.

## Kultur und Sehenswürdigkeiten
Nailsworth ist die Heimat des Fußballvereins Forest Green Rovers. Das „Forest Green New Stadium“ (auch „The New Lawn“ genannt) wurde 2005 eröffnet.
2014 wählte die Sunday Times Nailsworth zu einem der 101 besten Orte, um in Großbritannien zu leben.

## Persönlichkeiten
- William Henry Davies (1871–1940), walisischer Lyriker, in Nailsworth gestorben
- Michael Bichard, Baron Bichard (* 1947), britischer Staatsbeamter, trägt den Titel „Baron Bichard, of Nailsworth in the County of Gloucestershire“
- Peter Reed (* 1981), britischer Ruderer, in Nailsworth aufgewachsen